# The Custard Cup
The Custard Cup er en amerikansk stumfilm fra 1923 af Herbert Brenon.

## Medvirkende
- Mary Carr som Mrs. Penfield
- Myrta Bonillas som Gussie Bosley
- Miriam Battista som Lettie
- Jerry Devine som Crink
- Ernest McKay som Thad
- Peggy Shaw som Lorene Percy
- Lisle Leigh som Mrs. Percy